# Diadromus pygmaeus
Diadromus pygmaeus là một loài tò vò trong họ Ichneumonidae.